# Ael-アエル-
ael-アエル-は日本の5人組男装アイドルグループ。ケイダッシュステージ所属。レーベルはインペリアルレコード。

## 概要
イケメン女子新プロジェクトとして発足した、男装アイドル総合プロジェクト「dreamBoat」所属の3人組セルフプロデュース型ロック系男装ユニット。
グループ名の意味はall eternal love（すべての永遠の愛）の頭文字と『会える』のダブルミーニング。
ファンは『BEL-ベル-』と表記される。ファンクラブ会員から名称を募集し、メンバーが選考を行い決定した。
活動開始時のメンバーはイケメン女子プロジェクト大改革として、活動を終了したTHE HOOPERS、AXELL、little HOOPのメンバーにより構成されている。
2022年3月31日をもって活動終了。
活動開始前については「THE HOOPERS」、「AXELL」、「little  HOOP」の項を参照のこと。活動終了後については「Pipping Hot」の項を参照のこと。

## メンバー
| 名前     | なまえ         | 愛称                         | 生年月日       | 年齢 | 出身地   | 血液型 | 色 | 特技                           | 備考 |
| -------- | -------------- | ---------------------------- | -------------- | ---- | -------- | ------ | -- | ------------------------------ | --- |
| 有光陽稀 | ありみつはるき | ありみっちゃん、はるくん     | 1994年11月26日 | 30歳 | 愛知県   | A      | 青 | 動画編集                       | 趣味：ダーツ、歌、ゲーム 性格：破天荒5歳児(自称)だが、太陽は苦手。 身長：163 cm                                                                                            |
| 雫月Lee  | しずきりー     | しずきん、りーくん、づっきー | 1998年10月9日  | 26歳 | 千葉県   | O      | 緋 | ダンス (振付け)                | 趣味：散歩 性格：基本元気だがたまに人見知り。 身長を伸ばすために毎日牛乳を飲んでいる。 セロリとおばけが苦手。 身長：159 cm 2020年10月、 「雫月LEE」から「雫月Lee」に変更。 |
| 逢坂朔玖 | あいさかさく   | さっくん                     | 2002年1月8日   | 23歳 | 東京都   |        | 黄 | リサーチ                       | 趣味：アニメ鑑賞・ギター 性格：人好き。犬好き。ナス嫌い。 身長：163cm 2021年7月15日加入                                                                                    |
| 八雲杏   | やぐもきょう   | やぐもん、きょうちゃん       | 2000年7月12日  | 24歳 | 神奈川県 | O      | 紫 | 相手のパーソナルカラーがわかる | 趣味：興味があるSNSチェック 性格：7割格好いいが、3割変人 身長：164cm 2021年7月15日加入                                                                                     |
| 碇たくみ | いかりたくみ   | たっくん                     | 1999年9月10日  | 25歳 | 北海道   | B      | 緑 | ダンス・側転・I字バランス      | 趣味：動画鑑賞 性格：人懐っこく、あずましい人。 身長：163-164cm 2021年7月15日加入                                                                                          |

### 旧メンバー
| 名前     | なまえ         | 愛称                           | 生年月日      | 年齢 | 出身地   | 血液型 | 色 | 特技                 | 備考 |
| -------- | -------------- | ------------------------------ | ------------- | ---- | -------- | ------ | -- | -------------------- | --- |
| 奏未来   | かなでみらい   | 奏様、かなでん                 | 1994年6月6日  | 31歳 | 東京都   | A      | 白 | 歌                   | 性格：口数は多くなく無愛想だが慣れてくるとよく笑う。 正義感が強い。 グループのボーカルディレクションを担当 2020年2月11日卒業                                     |
| 祈夜星波 | いりやせな     | いりやん、せなまる             | 1995年9月1日  | 29歳 | 神奈川県 | O      | 黄 | アクロバット         | 性格 : おちゃらけているが実は真面目な一面がある。 好きなキャラに影響されやすい、 熱しやすく冷めやすいが好きなものには一途。 グループのMCを担当 2020年2月11日卒業 |
| 花園千知 | はなぞのせしる | せっしー、花くん、せし         | 1997年2月7日  | 28歳 | 京都府   | B      | 緑 | 変身 (コスプレ) 愛嬌 | 性格：話す事が好きで、明るくて活発的。 チャレンジ精神豊富で一生懸命。 汗かき。そして涙もろい。 2020年2月11日卒業                                                 |
| 日和乃愛 | ひよりのあ     | ひよりん                       | 2000年3月22日 | 25歳 | 高知県   | A      | 紫 | ひなたぼっこ         | 趣味：散歩 性格：何を考えているかわからない。 晴れの日には機嫌がいい。外に出ることが好き。 2020年12月26日卒業                                                    |
| 綾目夏向 | あやめかなた   | かなちゃん、あやめん、おかなた | 1996年7月9日  | 28歳 | 千葉県   | A      | 空 | 校閲、言葉を使うこと | 趣味：読書、スノードーム集め 性格：理知的 かつメンタルが強い 2021年7月4日卒業                                                                                    |

## 来歴
2019年
- 3月1日、奏未来・有光陽稀・祈夜星波・花園千知・雫月LEE・日和乃愛・綾目夏向の7人で活動することが発表された。
- 4月7日、「dreamBoat convention 2019」にて初披露された。また、ライブ内にて7月24日にテイチクのレーベル(インペリアルレコード)よりメジャーデビューすることが発表された。
- 7月24日、「終わりなきラプソディ」でメジャーデビューを果たした。
- 10月27日、公式YouTubeチャンネルが開設された。
- 11月13日、インターネット配信 SHOWROOM『#バズるンチャン⁉︎#ael-アエル-のアエROOM』において、祈夜星波・花園千知・奏未来が2月に発売する2ndシングルをもって卒業することを表明した。
- 11月17日、ヴィレッジヴァンガード渋谷本店でのリリースイベントは奏未来がファンの目の前に立った最後の場所となり、前日タワーレコード渋谷店で初披露された「Listen!」は奏未来の最後のパフォーマンス曲となった。
- 11月29日、リリースイベント等の活動を体調不良で欠席していた奏未来だったが体調が万全な状態に戻らない為、当面の間休養することがインペリアルレコードアーティストサイトにて発表された。
- 12月25日、オフィシャルファンクラブが開設された。
- 12月27日、体調不良で休止している奏未来について、「回復まで相当な時間がかかる」という医師からの指導があり、スタッフ・メンバーと協議した結果、「卒業まで休養」という形になることが発表された。なお、2ndシングルについては歌唱参加はしているが、ジャケット・MVには参加していない。

2020年
- 2月5日、「白幻」が2月4日付けオリコンデイリーチャート1位を獲得する。
- 2月11日、渋谷ストリームホールで行われたライブをもって祈夜星波・花園千知・奏未来が卒業した。
- 3月2日、ファンの名称をファンクラブ会員から募集し「BEL-ベル-」に決定したことを発表した。
- 9月10日、『#バズるんチャン⁉︎#ael-アエル-のアエROOM』において、日和乃愛が年内いっぱいでグループを卒業することを表明した。
- 10月1日、オフィシャルサイトが開設された。
- 12月26日、渋谷ストリームホールで行われた「日和乃愛 卒業公演」をもって日和乃愛の卒業となった。

2021年
- 5月20日、『#バズるんチャン⁉︎#ael-アエル-のアエROOM』において、綾目夏向が7月4日渋谷Rexで行われるライブをもってグループを卒業することを表明した。
- 7月4日、渋谷ストリームホールで行われた「綾目夏向 卒業公演」をもって綾目夏向の卒業となった。
- 7月15日、『♯バズるんチャン⁉︎ aelのアエroom』において、新メンバーの八雲杏（やぐもきょう）、逢坂朔玖（あいさかさく）、碇たくみ（いかりたくみ）がお披露目された。

2022年
- 2月2日、公式サイトにて雫月Leeの新型コロナウイルスの陽性が確認されたため19日までのイベントを中止することを報告した。また、2月4日には逢坂朔玖の新型コロナウイルス陽性が確認されたため雫月Leeと同様に医療機関・保健所の指示のもと治療に専念し、他のメンバー3名はPCR検査を実施した結果、陰性と確認し濃厚接触者にも該当しないことが確認出来たため2月10日のSHOWROOM配信より活動を再開することを報告した。
- 2月24日、『♯バズるんチャン⁉︎ aelのアエroom』において、3月末をもってael-アエル-としての活動を終了し、4月から同メンバーで新グループ名で活動していくことが発表された。
- 3月6日、公式サイトにて有光陽稀が濃厚接触者に該当したためイベントを中止することを報告した。またPCR検査を行った結果メンバー全員が陰性だったことが判明したため、他の4名は3月10日の「#バズるんチャン!?aelのアエroom」より活動を再開、有光陽稀は医療機関・保健所の指示のもと自宅待機とし3月19日の配信イベントより活動を再開することを報告した。
- 3月31日をもって活動終了した。
- 4月7日、SHOWROOM配信にて新グループ名「Pipping Hot」が発表された。

## 作品

### シングル
| # | 発売日         | タイトル             | 楽曲制作                                                    | 最高位 | 備考 |
| - | -------------- | -------------------- | ----------------------------------------------------------- | ------ | ---- |
| 1 | 2019年07月24日 | 終わりなきラプソディ | 作詞：TAMATE BOX（FUZ） 作曲：TAMATE BOX（FUZ） 編曲：KUME. | 11位   |      |
| 2 | 2020年02月05日 | 白幻                 | 作詞：金子麻友美 作曲：夢見クジラ 編曲：大沢圭一            | 3位    |      |
| 3 | 2020年10月14日 | 悠幻                 | 作詞：金子麻友美 作曲：夢見クジラ 編曲：大沢圭一            | 6位    |      |
| 4 | 2021年04月07日 | 舞幻                 | 作詞：金子麻友美 作曲：夢見クジラ 編曲：大沢圭一            | 11位   |      |

### アルバム
| # | 発売日         | タイトル | 最高位 | 備考 |
| - | -------------- | -------- | ------ | ---- |
| 1 | 2021年10月20日 | DREAMER  | 28位   |      |

### 映像作品
| # | リリース日     | タイトル                                             | 販売形態 | 内容                                                                   | 備考         |
| - | -------------- | ---------------------------------------------------- | -------- | ---------------------------------------------------------------------- | ------------ |
| 1 | 2020年05月13日 | ael -アエル- ワンマンLIVE2020 〜#111493〜 & 卒業公演 | DVD      | ael-アエル-ワンマンLIVE2020〜#11493〜 花園千知/祈夜星波/奏未来卒業公演 | 期間限定販売 |

### タイアップ
| # | 楽曲    | タイアップ                                                     |
| - | ------- | -------------------------------------------------------------- |
| 1 | 白幻    | テレビ埼玉「HOT WAVE」1月度エンディングテーマ                  |
| 2 | DREAMER | FM FUJIのパワープレイリスト「SOUND FORES」（2021年10月下期）」 |

## ライブ・イベント
特記がない限りメンバー全員出演である。

### ライブ
| 2019年   | 2019年                    | 2019年               | 2019年 | 2019年                                                       |
| 公演日   | 公演名                    | 会場                 | 公演数 | 備考                                                         |
| -------- | ------------------------- | -------------------- | ------ | ------------------------------------------------------------ |
| 04月7日  | dreamBoat convention 2019 | 渋谷ストリームホール | 1回    | 「dreamBoat」初のイベント 祈夜星波はスケジュールの都合上欠席 |
| 10月06日 | #だんぱら_フェス          | 渋谷ストリームホール | 2回    | 2部をニコ生で放送                                            |

| 2020年   | 2020年                                                                        | 2020年                | 2020年 | 2020年 |
| 公演日   | 公演名                                                                        | 会場                  | 公演数 | 備考 |
| -------- | ----------------------------------------------------------------------------- | --------------------- | ------ | --- |
| 02月11日 | 1部「aelワンマンLIVE2020〜#111493〜」 2部「花園千知/祈夜星波/奏未来卒業公演」 | 渋谷ストリームホール  | 2回    | ニコ生にて放送 |
| 07月05日 | EUPHORIA episode 0 presented by dreamBoat                                     | ニコニコ生放送        | 1回    | 事前に収録した「EUPHORIA」のLIVE映像の放送後、綾目夏向が生実況配信に参加                                                                                       |
| 07月05日 | ael-アエル- 配信ライブ2020〜#111493〜 presented by dreamBoat                  | ニコニコ生放送        | 1回    | 事前に収録した「ael -アエル-」のLIVE映像の放送後、有光陽稀、雫月LEEが生実況配信に参加                                                                          |
| 07月05日 | 風男塾 LIVE 2020〜千里動風〜 presented by dreamBoat                           | ニコニコ生放送        | 1回    | 事前に収録した「風男塾」のLIVE映像の放送後、日和乃愛が生実況配信に参加                                                                                         |
| 08月01日 | #だんぱら_フェス2                                                             | 神戸 ハーバースタジオ | 3回    | コロナウィルスの影響により4月18日予定だった公演の振替公演 キャパシティも見直され2回公演から3回公演に変更→無観客ライブ生配信に変更                              |
| 08月10日 | #だんぱら_フェス2                                                             | 渋谷ストリームホール  | 3回    | コロナウィルスの影響により4月25日予定だった公演の振替公演 キャパシティも見直され2回公演から3回公演に変更 ニコ生にて配信                                        |
| 11月23日 | ael-アエル- ワンマンLIVE2020〜#640493〜                                       | 渋谷REX               | 2回    | 5/23予定だったライブは新型コロナウィルスの影響により延期となり、9/19に振替公演する予定がメンバーに発熱の症状が現れた為再延期となり再度振替公演することとなった |
| 12月26日 | 3rdワンマンLIVE 2020 〜Year-end party〜                                       | 渋谷ストリームホール  | 1回    | 昼の部 ニコ生にて配信 |
| 12月26日 | 日和乃愛 卒業公演                                                             | 渋谷ストリームホール  | 1回    | 夜の部 ニコ生にて配信 |

| 2021年   | 2021年                        | 2021年               | 2021年 | 2021年 |
| 公演日   | 公演名                        | 会場                 | 公演数 | 備考 |
| -------- | ----------------------------- | -------------------- | ------ | --- |
| 05月15日 | #だんぱら_フェス3             | 渋谷ストリームホール | 2回    | ニコ生にて配信 翌日、各グループ2名参加によるライブを観ながらの実況配信が行われた レポート                              |
| 07月04日 | 4thワンマンライブ2021〜TGIL〜 | 渋谷Rex              | 1回    | 昼の部 ニコ生にて配信                                                                                                  |
| 07月04日 | 綾目夏向 卒業公演             | 渋谷Rex              | 1回    | 夜の部 ニコ生にて配信                                                                                                  |
| 12月04日 | #だんぱら_フェス4             | 神田明神ホール       | 2回    | OPactでdreamBoat研究生初登場 ニコ生にて配信 翌日、各グループ2名参加によるライブを観ながらの実況配信が行われた レポート |

#### 参加ライブ・フェス
| 2019年   | 2019年                                              | 2019年                            | 2019年 | 2019年                       |
| 公演日   | 公演名                                              | 会場                              | 公演数 | 備考                         |
| -------- | --------------------------------------------------- | --------------------------------- | ------ | ---------------------------- |
| 07月06日 | ESP学園presents COLORS2019                          | 新木場STUDIO COAST                | 1回    |                              |
| 07月20日 | @JAM PARTY for MEN vol.3                            | AKIBAカルチャーズ劇場             | 2回    |                              |
| 08月03日 | TOKYO IDOL FESTIVAL 2019                            | お台場・青海エリア                | 1回    |                              |
| 08月04日 | TOKYO IDOL FESTIVAL 2019                            | お台場・青海エリア                | 1回    |                              |
| 08月09日 | JOL fes2019〜Summer〜                               | 恵⽐寿 THE GARDEN HALL            | 1回    |                              |
| 08月10日 | メンズパニック                                      | 幕張メッセ国際展示場 ５・６ホール | 1回    | 主催側の都合により開催が延期 |
| 08月19日 | OTODAMA SEA STUDIO 2019 -SUMMER BEACH FANTASY 2019- | 神奈川県・三浦海岸                | 1回    |                              |
| 08月24日 | @ JAM EXPO 2019                                     | 横浜アリーナ                      | 1回    |                              |
| 08月31日 | きゅーアイ的な歌祭りスペシャル                      | 福岡Pocket                        | 1回    |                              |
| 10月02日 | ミンアリポップコーン                                | Veats Shibuya                     | 1回    |                              |
| 10月22日 | スター☆トゥインクル フェスティバル vol.4            | 品川インターシティホール          | 1回    |                              |
| 10月31日 | アルティメットハロウィン2019                        | Shibuya Tsutaya O-EAST            | 1回    |                              |

| 2020年   | 2020年                                           | 2020年                            | 2020年 | 2020年                                  |
| 公演日   | 公演名                                           | 会場                              | 公演数 | 備考                                    |
| -------- | ------------------------------------------------ | --------------------------------- | ------ | --------------------------------------- |
| 01月11日 | 福岡ポケット1st Anniversary                      | Kyushu Culutures Zone福岡ポケット | 2回    |                                         |
| 02月18日 | ラルムーン主催LIVE「さよならルナティック Vol.1」 | TSUTAYA O-nest                    | 1回    |                                         |
| 07月26日 | MIRAI系アイドルTV 主催ライブ#05                  | 恵比寿ガーデンホール              | 2回    | ael-アエル-は昼の部に出演 Zaikoにて配信 |
| 10月03日 | TOKYO IDOL FESTIVAL オンライン 2020              |                                   | 1回    | ael-アエル-はIDOLSHOWCASEへの出演       |

| 2021年   | 2021年               | 2021年                           | 2021年 | 2021年 |
| 公演日   | 公演名               | 会場                             | 公演数 | 備考   |
| -------- | -------------------- | -------------------------------- | ------ | ------ |
| 05月08日 | IDOL魂〜Dramatical〜 | 東京・品川インターシティーホール | 1回    |        |

### イベント
2019年
- 4月28日「PRIZMAX presents "EBi-Dunk!!" in 富士急ハイランド」場所：富士急ハイランド（奏、有光、花園、雫月、日和、綾目）
- 5月5日「ael-アエル-×KINGLYMASK店頭イベント」場所：PINKISH NEON secret space

原宿のファッションブランドKINGLYMASKとのコラボTシャツ販売によるイベント
- 7月31日「アイドル好きアイドル（#14）」場所：WALLOP放送局 3Fスタジオ WAROS（花園）
- 8月17日•18日、9月1日• 15日「CIVARIZE＆TRAVAS TOKYO×ael SPECIAL COLLABORATION EVENT」場所：ラフォーレ原宿他

原宿、渋谷、天神、池袋にてCIVARIZE＆TRAVAS TOKYOによるコラボイベント開催
- 11月16日「新宿区若者のつどい2019」場所：新宿文化センター
- 12月1日「光の祭典2019」場所：東京•元渕江公園
- 12月16日「昭和アイドルアーカイブス スペシャル 2019 Winter」場所：東京カルチャーカルチャー（花園）
- 12月24日「ニッポン放送 ラジオ・チャリティ・ミュージックソン 愛の泉 ＠WHITE KITTE」場所：「KITTE 丸の内」 WHITE KITTE 愛の泉ステージ
- 12月30日「ガールズ・ウォーク」場所：千葉・イオン幕張店

1部、2部に出演
2020年
- 1月17日「ふるさと祭り東京」場所：東京ドームシティー
- 1月18日「ael-アエル-×KINGLYMASK店頭イベント」場所：KINGLYMASK原宿店

原宿のファッションブランドKINGLYMASKとのコラボイベント第二弾
- 7月23日「無観客ライブ＆WEB撮影会〜WEBでもキミにアエル〜」場所：Spaceemo

無料チケットによる配信ライブ、2回公演で2部に綾⽬夏向生誕祭
- 8月30日「無観客ライブ＆WEB撮影会〜WEBでもキミにアエル〜」場所：Spaceemo

無料チケットによる配信ライブ、新曲「悠幻」初披露
- 9月26日「3rdシングル「悠幻」発売記念　イベント・サーキット 配信ライブ＆WEB撮影会」場所：ヴィレッジヴァンガード渋谷本店

VV渋谷本店YouTubeチャンネルでの配信ライブ、2回公演
- 10月10日「無観客ライブ＆WEB撮影会〜WEBでもキミにアエル〜」場所：Spaceemo

無料チケットによる配信ライブ、2回公演で1部に雫⽉Lee生誕祭
- 10月15日「3rdシングル「悠幻」発売記念　イベント・サーキット 配信ライブ＆WEB撮影会」場所：ヴィレッジヴァンガード渋谷本店

VV渋谷本店YouTubeチャンネルでの配信ライブ
- 10月16日•18日•11月26日「3rdシングル「悠幻」発売記念 配信ライブ＆WEB撮影会〜WEBでもキミにアエル〜」場所：Spaceemo

無料チケットによる配信ライブ、18日は2回公演、11月26日は陽稀生誕祭
- 10月17日「配信ライブ＆WEB撮影会」場所：ソフマップ LIVE(LINE LIVE)

2回公演
2021年
- 1月22日•2月5日•11日•26日•28日•3月13日•3月19日•27日•4月4日•7日•6月5日•12日•13日「配信ライブ＆WEB撮影会(特典会)〜WEBでもキミにアエル〜」場所：Spaceemo

無料チケットによる配信ライブ
1月22日は新曲「舞幻」初披露
2月26日、3月13日、6月12日は2回公演
- 2月13日•3月7日•3月14日•4月2日•9日「配信ライブ＆WEB撮影会」場所：ソフマップ LIVE(LINE LIVE)

2回公演
- 8月23日•9月20日•10月10日•10月22日•12月11日「1stアルバム『DREAMER』発売記念 配信ライブ＆WEB特典会〜WEBでもキミにアエル〜」場所：Spaceemo(YouTube)

8月23日は新メンバー3人が入り新体制となっての初パフォーマンス
10月10日は2回公演
2022年
- 1月23日「1stアルバム『DREAMER』発売記念 配信ライブ＆WEB特典会〜WEBでもキミにアエル〜」場所：Spaceemo(YouTube)
- 3月25日「イベント〜WEBでもキミにアエル〜」場所：LINE LIVE

## 出演

### テレビ
- 2019年7月26日 「バズリズム02」 日本テレビ
- 2019年7月27日 「CDTV」 TBS
- 2020年1月9日 「真夜中のおバカ騒ぎ!」 チバテレビ（花園、綾目）
- 2020年1月31日 「バズリズム02」 日本テレビ
- 2020年2月4日 「バリはやッ!ZIP」 福岡放送（有光、綾目）
- 2020年2月5日 「青春音楽バラエティ 吉井さんオヤジの音楽狩り」 テレビ神奈川（祈夜、日和）
- 2020年2月9日 「HOT WAVE」 テレビ埼玉（花園、日和）
- 2020年2月14日「月〜金お昼のソングショー ひるソン!」 テレビ東京
- 2020年2月19日「MIRAI系アイドルTV」 東京MX
- 2020年8月19日・9月2日「MIRAI系アイドルTV」 東京MX
- 2020年10月15日「Tune」 フジテレビ
- 2020年11月1日「Love music」 フジテレビ
- 2021年2月28日「Love music」 フジテレビ
- 2021年4月9日 「新譜紹介 New Order」 ミュージック・ジャパンTV
- 2021年4月9日「Tune」 フジテレビ
- 2021年10月15日 「バズリズム02」 日本テレビ
- 2021年10月17日「Love music」 フジテレビ
- 2021年10月25日「AIR」 長崎国際テレビ
- 2021年11月4日「けいじばん」 テレビ大分
- 2021年11月14日「MUSIC WOLF TV」 長崎放送

### 配信
- 『♯バズるんチャン⁉︎ aelのアエroom』 - SHOWROOM - ウェイバックマシン（2019年5月5日アーカイブ分）（2019年5月2日 - 2022年3月24 ）※隔週木曜の19:00〜配信。

第1回は20:00〜特番という形で放送した（当初は21:00〜）。2021年1月14日より19:00〜に変更。
- 『ヴェートーベンpresents【雫月Lee (ael-アエル-)グレイテスト・ショー】 』（2021年8月9日）ゲスト

### ラジオ
- GIRLS♥GIRLS♥GIRLS『dreamBoat 「男装パラダイス〜だんぱら〜」』（FM FUJI、2019年5月13日 - 2020年3月30日）
- dreamBoatのラジオボート (ニッポン放送他、2019年10月4日 - 2020年3月13日)
- dreamBoatのオールナイトニッポンGOLD（ニッポン放送、2019年11月8日） - 有光、日和

### 舞台
- 『エアトリpresents 毎日がクリスマス2019』（2019年12月15日、横浜赤レンガ倉庫1号館 3階ホール） - Mr.Perfect Pain役・Vo（祈夜）

### モデル
- KINGLYMASK（2019年4月〜）
- CIVARIZE（2019年6月〜）